# Großer Preis von Frankreich 1952
Der Große Preis von Frankreich 1952 (offiziell XXXIX Grand Prix de l'ACF) fand am 6. Juli auf dem Rouen-les-Essarts in Rouen statt und war das vierte Rennen der Automobil-Weltmeisterschaft 1952.

## Bericht

### Hintergrund
Nach dem Großen Preis von Belgien führten Alberto Ascari und Piero Taruffi in der Fahrerwertung mit einem Punkt vor Troy Ruttman.
Eine Woche vor dem Großen Preis von Frankreich konnte Jean Behra ein nicht zur Weltmeisterschaft zählendes Rennen mit seinem Gordini gewinnen und dabei die Ferrari auf die Plätze verweisen. Dies zusammen mit seiner starken Vorstellung in Spa gaben Anlass zur Hoffnung, dass Behra in seinem Heim-Rennen an das Niveau der Ferrari herankommen könnte.
Es trat kein ehemaliger Sieger zu diesem Grand Prix an. 

### Training und Qualifying
Im Training konnten die Hoffnungen der Franzosen nicht bestätigt werden. Alle drei Ferraris belegten die Plätze in der ersten Reihe, Behra war zwar bester Nicht-Ferrari, doch lag seine Trainingszeit 4,5 Sekunden über der des Trainingsschnellsten Ascari.

### Rennen
Das Rennen wurde zu einer sehr einseitigen Angelegenheit für die Ferrari. Ascari fuhr einen Start-Ziel-Sieg heraus und überrundete das gesamte Feld einschließlich seiner Teamkollegen. Giuseppe Farina, der Zweiter wurde, hatte seine Position ebenfalls von Anfang an inne. Lediglich Taruffi musste sich nach einem schwachen Start vorkämpfen. Allerdings hatte der die dritte Position bereits nach vier Runden inne. Nachdem ihn Taruffi in der vierten Runde vom dritten Platz verdrängt hatte, änderte sich auch an der Position von Robert Manzon nichts mehr. Er blieb bis zum Ende an vierter Stelle. Erst auf den Positionen dahinter kam etwas Spannung auf. Mike Hawthorn konnte sich vom 15. Startplatz bis auf die 5. Position vorkämpfen, musste dann aber seinen Wagen in der 51. Runde mit Problemen an der Zündung abstellen. Behra konnte die in ihn gesetzten Hoffnungen nicht erfüllen und drehte sich bereits in der dritten Runde in die Streckenbegrenzung und musste seinen Wagen anschließend in der Box überprüfen lassen, was ihn auf die letzte Position zurückwarf. Zwar konnte er im Verlauf des Rennens einige Positionen gutmachen, mehr als ein siebter Platz war für ihn aber nicht möglich.
In der Fahrerwertung übernahm Ascari die alleinige Führung vor Taruffi. Neuer Dritter war Farina.

## Meldeliste
| Team                   | Nr. | Fahrer                  | Chassis              | Motor            | Reifen |
| ---------------------- | --- | ----------------------- | -------------------- | ---------------- | ------ |
| Gordini                | 02  | Robert Manzon           | Gordini T16 (1952)   | Gordini 2.0 L6   | E      |
| Gordini                | 04  | Jean Behra              | Gordini T16 (1952)   | Gordini 2.0 L6   | E      |
| Gordini                | 06  | Prinz Bira              | Gordini T16 (1952)   | Gordini 2.0 L6   | E      |
| Gordini                | 54  | Maurice Trintignant     | Simca-Gordini T15 GC | Gordini 2.0 L6   | E      |
| Ferrari                | 08  | Alberto Ascari          | Ferrari 500          | Ferrari 2.0 L4   | P      |
| Ferrari                | 10  | Giuseppe Farina         | Ferrari 500          | Ferrari 2.0 L4   | P      |
| Ferrari                | 12  | Piero Taruffi           | Ferrari 500          | Ferrari 2.0 L4   | P      |
| Ecurie Rosier          | 14  | Louis Rosier            | Ferrari 500          | Ferrari 2.0 L4   | D      |
| Enrico Platé           | 16  | Emmanuel de Graffenried | Maserati 4CLT        | Plate 2.0 L4     | P      |
| Enrico Platé           | 18  | Harry Schell            | Maserati 4CLT        | Plate 2.0 L4     | P      |
| HWM                    | 20  | Lance Macklin           | HWM 52               | Alta 1.5         | D      |
| HWM                    | 22  | Peter Collins           | HWM 52               | Alta 1.5         | D      |
| HWM                    | 24  | Yves Giraud-Cabantous   | HWM 52               | Alta 1.5         | D      |
| Peter Whitehead        | 26  | Peter Whitehead         | Alta F2              | Alta 1.5         | D      |
| Escuderia Bandeirantes | 28  | Philippe Étancelin      | Maserati A6GCM       | Maserati         | P      |
| Ecurie Belgé           | 32  | Johnny Claes            | Simca-Gordini T15 GC | Gordini          | E      |
| Ecurie Espadon         | 34  | Peter Hirt              | Ferrari 500          | Ferrari 2.0 L4   | P      |
| Ecurie Espadon         | 34  | Rudolf Fischer          | Ferrari 212          | Ferrari Tipo 166 | P      |
| Scuderia Marzotto      | 38  | Gianfranco Comotti      | Ferrari 166C (1952)  | Ferrari          | P      |
| Scuderia Marzotto      | 50  | Piero Carini            | Ferrari 166C (1952)  | Ferrari          | P      |
| A H M Bryde            | 52  | Mike Hawthorn           | Cooper T20           | Bristol 2.0 L6   | D      |

## Klassifikation

### Qualifikation
| Pos. | Fahrer                  | Konstrukteur  | Zeit   | km/h   | Startreihe |
| ---- | ----------------------- | ------------- | ------ | ------ | ---------- |
| 01   | Alberto Ascari          | Ferrari       | 2:14,8 | 134,07 | 1 R        |
| 02   | Giuseppe Farina         | Ferrari       | 2:16,2 | 132,69 | 1 M        |
| 03   | Piero Taruffi           | Ferrari       | 2:17,1 | 131,82 | 1 L        |
| 04   | Jean Behra              | Gordini       | 2:19,3 | 129,73 | 2 R        |
| 05   | Robert Manzon           | Gordini       | 2:20,4 | 128,72 | 2 L        |
| 06   | Maurice Trintignant     | Simca-Gordini | 2:21,6 | 127,63 | 3 R        |
| 07   | Prinz Bira              | Gordini       | 2:23,0 | 126,38 | 3 M        |
| 08   | Peter Collins           | H.W.M.        | 2:21,9 | 127,36 | 3 L        |
| 09   | Louis Rosier            | Ferrari       | 2:27,0 | 122,94 | 5 R        |
| 10   | Yves Giraud-Cabantous   | H.W.M.        | 2:27,5 | 122,52 | 5 L        |
| 11   | Harry Schell            | Maserati      | 2:29,0 | 121,29 | 5 R        |
| 12   | Emmanuel de Graffenried | Maserati      | 2:28,6 | 121,62 | 5 M        |
| 13   | Peter Whitehead         | Alta          | 2:29,5 | 120,88 | 5 L        |
| 14   | Lance Macklin           | H.W.M.        | 2:30,9 | 119,76 | 6 R        |
| 15   | Mike Hawthorn           | Cooper        | 2:32,0 | 118,89 | 6 L        |
| 16   | Gianfranco Comotti      | Ferrari       | 2:36,0 | 115,85 | 7 R        |
| 17   | Rudolf Fischer          | Ferrari       | 2:34,6 | 116,90 | 7 M        |
| 18   | Philippe Étancelin      | Maserati      | 2:33,6 | 117,66 | 7 L        |
| 19   | Piero Carini            | Ferrari       | 2:37,7 | 114,60 | 8 R        |
| 20   | Johnny Claes            | Simca-Gordini | 2:39,6 | 113,23 | 8 L        |

### Rennen
| Pos. | Fahrer                  | Konstrukteur  | Runden | Zeit        | Start | Schnellste Runde |
| ---- | ----------------------- | ------------- | ------ | ----------- | ----- | ---------------- |
| 01   | Alberto Ascari          | Ferrari       | 77     | 3:02:42,6   | 01    | 2:17,3 (28.)     |
| 02   | Giuseppe Farina         | Ferrari       | 76     | + 1 Runde   | 02    |                  |
| 03   | Piero Taruffi           | Ferrari       | 75     | + 2 Runden  | 03    |                  |
| 04   | Robert Manzon           | Gordini       | 74     | + 3 Runden  | 05    |                  |
| 05   | Maurice Trintignant     | Simca-Gordini | 73     | + 4 Runden  | 06    |                  |
| 06   | Peter Collins           | H.W.M.        | 72     | + 5 Runden  | 08    |                  |
| 07   | Jean Behra              | Gordini       | 72     | + 5 Runden  | 04    |                  |
| 08   | Philippe Étancelin      | Maserati      | 71     | + 6 Runden  | 18    |                  |
| 09   | Lance Macklin           | H.W.M.        | 70     | + 7 Runden  | 14    |                  |
| 10   | Yves Giraud-Cabantous   | H.W.M.        | 68     | + 9 Runden  | 10    |                  |
| 11   | Rudolf Fischer          | Ferrari       | 37     | + 11 Runden | 17    |                  |
| 11   | Peter Hirt              | Ferrari       | 29     | + 11 Runden | 17    |                  |
| 12   | Gianfranco Comotti      | Ferrari       | 64     | + 14 Runden | 16    |                  |
| –    | Prinz Bira              | Gordini       | 56     | DNF         | 07    |                  |
| –    | Mike Hawthorn           | Cooper        | 51     | DNF         | 15    |                  |
| –    | Emmanuel de Graffenried | Maserati      | 20     | DNF         | 12    |                  |
| –    | Harry Schell            | Maserati      | 14     | DNF         | 12    |                  |
| –    | Peter Whitehead         | Alta          | 26     | DNF         | 13    |                  |
| –    | Louis Rosier            | Ferrari       | 17     | DNF         | 09    |                  |
| –    | Johnny Claes            | Simca-Gordini | 15     | DNF         | 20    |                  |
| –    | Harry Schell            | Maserati      | 7      | DNF         | 11    |                  |
| –    | Piero Carini            | Ferrari       | 2      | DNF         | 19    |                  |
| DNS  | Rudolf Fischer          | Ferrari       | –      | –           | –     | –                |

## WM-Stand nach dem Rennen
Die ersten fünf bekamen 8, 6, 4, 3 bzw. 2 Punkte; einen Punkt gab es für die schnellste Runde. Es zählten nur die vier besten Ergebnisse aus acht Rennen.

### Fahrerwertung
| Pos. | Fahrer                  | Konstrukteur  | Punkte |
| ---- | ----------------------- | ------------- | ------ |
| 01   | Alberto Ascari          | Ferrari       | 18     |
| 02   | Piero Taruffi           | Ferrari       | 13     |
| 03   | Giuseppe Farina         | Ferrari       | 12     |
| 04   | Troy Ruttman            | Kuzma         | 8      |
| 05   | Robert Manzon           | Gordini       | 7      |
| 06   | Richard Rathmann        | Kurtis Kraft  | 6      |
| 07   | Rudolf Fischer          | Ferrari       | 6      |
| 08   | Sam Hanks               | Kurtis Kraft  | 4      |
| 09   | Jean Behra              | Gordini       | 5      |
| 10   | Duane Carter            | Lesovsky      | 3      |
| 11   | Ken Wharton             | Frazer Nash   | 3      |
| 12   | Mike Hawthorn           | Cooper        | 3      |
| 13   | Maurice Trintignant     | Simca-Gordini | 2      |
| 14   | Alan Brown              | Cooper        | 2      |
| 15   | Art Cross               | Kurtis Kraft  | 2      |
| 16   | Paul Frère              | H.W.M.        | 2      |
| 17   | Bill Vukovich           | Kurtis Kraft  | 1      |
| 18   | Charles de Tornaco      | Ferrari       | 0      |
| 19   | Peter Collins           | H.W.M.        | 0      |
| 20   | Emmanuel de Graffenried | Maserati      | 0      |
| 21   | Johnny Claes            | Simca-Gordini | 0      |
| 22   | Peter Hirt              | Ferrari       | 0      |

| Pos. | Fahrer                        | Konstrukteur            | Punkte |
| ---- | ----------------------------- | ----------------------- | ------ |
| 23   | Philippe Étancelin            | Maserati                | 0      |
| 24   | Eric Brandon                  | Cooper                  | 0      |
| 25   | Prinz Bira                    | Simca-Gordini / Gordini | 0      |
| 26   | Lance Macklin                 | H.W.M.                  | 0      |
| 27   | Yves Giraud-Cabantous         | H.W.M.                  | 0      |
| 28   | Gianfranco Comotti            | Ferrari                 | 0      |
| 29   | Roger Laurent                 | H.W.M.                  | 0      |
| 30   | Arthur Legat                  | Veritas                 | 0      |
| 31   | Robert O’Brien                | Simca-Gordini           | 0      |
| 32   | Tony Gaze                     | H.W.M.                  | 0      |
| –    | André Simon                   | Ferrari                 | 0      |
| –    | Harry Schell                  | Maserati                | 0      |
| –    | Stirling Moss                 | ERA / H.W.M.            | 0      |
| –    | George Abecassis              | H.W.M.                  | 0      |
| –    | Hans Stuck                    | A.F.M.                  | 0      |
| –    | Toni Ulmen                    | Veritas                 | 0      |
| –    | Louis Rosier                  | Ferrari                 | 0      |
| –    | Max de Terra                  | Simca-Gordini           | 0      |
| –    | Robin Montgomerie-Charrington | Aston                   | 0      |
| –    | Peter Whitehead               | Alta                    | 0      |
| –    | Piero Carini                  | Ferrari                 | 0      |